# 福いいネ!くん
「福いいネ!くん」（ふくいいネ!くん）は、福井市のキャラクター。
2024年に北陸新幹線が福井県まで延伸するのを前に、福井の魅力をPRするため福井市が2020年12月に作成。

## 概要
「福いいネ!くん」の誕生に先立つ2020年7月、福井市は北陸新幹線開業後の観光誘客と交流人口拡大を目指し、福井市イメージロゴ「福いいネ!」を発表していたが、同年12月、このイメージロゴに更に愛着をもってもらうとともに、効果的に福井の魅力をPRするため、ロゴをモチーフとしたキャラクター「福いいネ!くん」を作成した。

## 容姿
体全体は白く、親指を立てた右手の拳の姿をしており、親指が頭の部分に当たり、顔には福の文字を貼り付けたような顔をしている。他の4本の指は握られている。見る角度によってはボーリングのピンのようにも見えるが、黒い足が生えているのが特徴である。

## 役職
2021年5月11日、福井市未来づくり推進局新幹線プロモーション課プロモーション特命係長に正式に任命された。この時授与された福井市職員の赤いネックストラップと名札はその後のイベントでも付けて登場することがあるが、白と黒のボディによく映えてちょうど良いアクセントとなっている。

## イベント
福井をアピールする各種イベントに登場し、その斬新さと奇抜さで人々の度肝を抜いている。
- 2021年12月14日

福井をPRするため、羽田空港第1ターミナルにおいて、福井県鯖江市出身のエレクトーンプレーヤー「826aska」のステージが催された際、ラプトと共に登場した。
- 2022年11月21日 - 27日

福井市は社会学者で作家の古市憲寿を起用し、「福いいネ!くん」に加え、福井の冬の味覚の王者「越前がに」と古市氏がコラボした北陸新幹線福井開業プロモーションポスター16種類を制作し、JR東京駅八重洲中央口をジャックした。